# NGC 6373
NGC 6373 est une galaxie spirale intermédiaire située dans la constellation du Dragon. Sa vitesse par rapport au fond diffus cosmologique est de 3 267 ± 4 km/s, ce qui correspond à une distance de Hubble de 48,2 ± 3,4 Mpc (∼157 millions d'al). NGC 6373 a été découverte par l'astronome américain Lewis Swift en 1885.
On voit à peine le début d'une barre sur l'image obtenue des données du relevé SDSS. Aussi la classification de spirale intermédiaire par la base de données NASA/IPAC décrit mieux cette galaxie.
La classe de luminosité de NGC 6373 est III et elle présente une large raie HI.

## Supernova
La supernova SN 2012an a été découverte dans NGC 6373 le 21 février 2012 par les astronomes amateurs canadien Jack Newton et américain Tim Puckett. Cette supernova était de type IIb.